# 蔡秋桐
蔡秋桐（1900年4月18日—1984年9月17日），台灣雲林人，台語文學作家、詩人、政治人物，筆名愁洞、匡人也、愁童、秋闊、蔡落葉等。日治時期曾任地方保正，故有「保正作家」之稱。戰後亦曾擔任第一任元長鄉鄉長，並當選台南縣第一屆參議員。其創作以小說為主，另旁及新詩、漢詩、歌謠等體裁。其創作文字語言以漢文、台灣話文夾雜書寫，手法方面則慣用反諷、寫實，被喻為「反面寫實」。

## 生平

### 日治時期
蔡秋桐出生於日治臺灣臺中縣白沙墩堡五塊藔庄（今雲林縣元長鄉五塊村），約7歲時進入私塾學習漢文，16歲時才進入元長公學校接受日本教育。
22歲畢業後，並未繼續升學，而開始擔任保正。就讀公學校期間，蔡學會了日文，並以日文在《子供世界》發表短篇小說，也從中接觸到楊雲萍的漢文作品。除擔任地方保正，蔡秋桐亦身兼「製糖會社原料委員」直至日本戰敗。1928年，創立「漢文書房」，禮聘吳長卿先生教授漢文，但因遭日警取締而停辦。同年5月，蔡秋桐籌組「元長青年研究會」，並與其同好以「促進台灣文藝的發達及其大眾化、並且介紹新知識」為宗旨，共同創辦文藝雜誌《曉鐘》，此份雜誌提供了當時北港居民一個接觸文藝的管道，蔡也被喻為「北港地帶的代表人物」；然而只刊載了三期便以停刊收場。1934年5月6日參加第一回全島文藝大會，擔任臺灣文藝聯盟南部執行委員。作品亦刊於《臺灣文藝》、《臺灣新文學》。1937年，日本當局實施皇民化政策廢除漢文報章雜誌（皇民化時期仍有《風月》、《南方》、《詩報》、《孔教報》等漢文雜誌），蔡秋桐亦在此後中斷白話文創作，加入漢詩詩會褒忠吟社，將重心放在傳統漢詩的創作上。

### 戰後時期
蔡秋桐1948年擔任第一任元長鄉鄉長，不久因為家中農務繁忙便辭去該職，後來又當選為台南縣參議員等職。1953年，蔡秋桐因知匪不告罪名遭判刑3年，服刑2年後出獄，此後不再過問政治，新文學創作也再次停頓，直至逝世。蔡秋桐過世後20年，才於2004年由政府以「於戒嚴期間受政治案件連累、名譽受損」授與回復名譽證書還其清白。

## 創作
蔡秋桐的作品以漢文為主，僅有少數日文。至於體裁，則以小說居多。其創作高峰期是日治時期的1930至1936年間，共有小說〈帝君庄的秘史〉、〈保正伯〉、〈放屎百姓〉、〈連座〉、〈奪錦標〉、〈新興的悲哀〉、〈興兄〉、〈理想鄉〉、〈媒婆〉、〈王爺豬〉、〈無錢打和尚〉、〈四兩仔土〉，散見於《新高新報》、《台灣新民報》、《台灣文藝》、《台灣新文學》等。其小說作品多用台灣話文寫成，但晚期作品則有慢慢傾向於官話白話文方式來書寫的型態。多數作品收錄於《楊雲萍、張我軍、蔡秋桐合集》中。除創作外，蔡秋桐亦經常閱讀張我軍、賴和、楊守愚等人的白話文作品，欣賞之餘亦研究學習寫作手法。1945年，亦有〈飼豬双暢〉、〈春日豬三郎搖身三變〉兩篇作品問世，分別刊登刊《和平日報》與《臺灣文學》雜誌。後來卻因遭誣陷涉入叛亂案件，服刑出獄後遠離文學界，使得〈春日豬三郎搖身三變〉成為他一生最後的公開作品。